# Irina Wadimowna Murawjowa

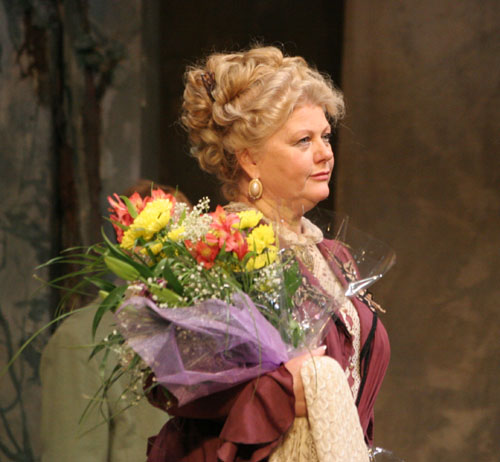
Irina Murawjowa (2008)

Irina Wadimowna Murawjowa (russisch Ирина Вадимовна Муравьёва; * 8. Februar 1949 in Moskau) ist eine sowjetische und russische Schauspielerin und Volkskünstlerin Russlands.

## Leben
Murawjowa studierte an der Russischen Akademie für Theaterkunst. Von 1970 bis 1977 war sie als Schauspielerin am Russischen Akademischen Jugendtheater in Moskau tätig. Von 1977 bis 1993 spielte sie am Mossowjet-Theater und spielt seit 1993 am Maly-Theater.
Seit 1973 ist Murawjowa auch in Film- und Fernsehrollen zu sehen. International bekannt wurde sie nach ihrer Rolle der Ljudmila im Film von Wladimir Menschow von 1979 Moskau glaubt den Tränen nicht, der 1981 mit dem Oscar als bester ausländischer Film ausgezeichnet wurde. Für diese Rolle erhielt die 32-jährige Schauspielerin den Staatspreis der UdSSR.
1981 spielte Murawjowa im Film Karneval von Tatjana Michailowna Liosnowa. In diesem Film sang sie das Lied Poswoni mne, poswoni, das in der Sowjetunion sehr populär wurde. Den Text des Liedes schrieb Robert Roschdestwenski.
Murawjowa war mit dem russischen Regisseur Leonid Eidlin (1937–2014) verheiratet und hat mit ihm zwei Söhne: Daniil (* 1975) und Jewgenij (* 1983).

## Filmografie (Auswahl)
- 1978: La dueña (Дуэнья/Duenja)
- 1979: Moskau glaubt den Tränen nicht (Москва слезам не верит/Moskwa slesam ne werit)
- 1981: Wir, die Endunterzeichneten (Мы, нижеподписавшиеся/My, nishepodpisawschijesja)
- 1981: Karneval (Карнавал/Karnawal)
- 1981: Hände hoch! (Руки вверх!/Ruki wwerch!)
- 1985: Die Allerschönste (Самая обаятельная и привлекательная/Samaja obajatelnaja i priwlekatelnaja)
- 1991: Tartuffe (Тартюф/Tartjuf)
- 1991: Madame Bovary aus Sliwen (Мадам Бовари от Сливен/Madam Bowari ot Sliwen)
- 2008: Eine Nacht der Liebe (Одна ночь любви/Odna notsch ljubwi)
- 2010: Chinesische Großmutter (Китайская бабушка/Kitajskaja babuschka)

## Theaterrollen (Auswahl)
- 1970: Sombrero (von Sergei Michalkow), Regie: A. Nekrassowa
- 1973: Was ihr wollt (Theaterstück von William Shakespeare), Regie: Natalija Saz
- 1973: Schneekönigin (von Jewgeni Schwarz), Regie: A. Nekrassowa
- 1973: Die junge Garde (von Alexander Fadejew), Regie: Pawel Chomskij
- 1979: Die Brüder Karamasow (nach dem gleichnamigen Roman von Fjodor Dostojewski), Regie: Pawel Chomskij
- 1994: Der Kirschgarten (nach der gleichnamigen Komödie von Anton Tschechow); Regie: Igor Iljinskij
- 1996: Die Möwe (nach dem gleichnamigen Drama von Anton Tschechow); Regie: W. Dragunow
- 1998: Der Wald (nach der gleichnamigen Komödie von Alexander Ostrowski), Regie: Juri Solomin
- 2002: Eine Dummheit macht auch der Gescheiteste (nach der gleichnamigen Komödie von Alexander Ostrowski), Regie: Wladimir Beilis
- 2007: Die Macht der Finsternis (nach dem gleichnamigen Drama von Leo Tolstoi); Regie: Juri Solomin
- 2015: Acht liebende Frauen (von Robert Thomas), Regie: Wladimir Beilis

## Auszeichnungen
- 1981: Staatspreis der UdSSR[3]
- 1983: Ehrenzeichen der Sowjetunion[3]
- 1994: Volkskünstler Russlands[4]
- 1999: Orden der Ehre[5]
- 2006: Verdienstorden für das Vaterland IV. Klasse[6]
- 2010: Orden der Freundschaft[7][8]
- 2011: Nika[9][10][11][12]